# Grupp 8-element
Grupp 8-element kallas gruppen av grundämnen i periodiska systemet som omfattar följande ämnen:
- Järn
- Rutenium
- Osmium
- Hassium

Dessa ämnen har fyra valenselektroner i sitt yttre elektronskal. Den har 8 skal.